# 브릴루앙 영역

면심 입방 결정의 브릴루앵 영역

결정학에서 브릴루앙 영역(Brillouin zone)은 역격자 공간의 보로노이 세포(Voronoi cell)다. 즉, 역격자 공간에서 한 격자점 주위에, 다른 어느 격자점보다 그 격자점에 가장 가까운 점들의 집합이다. 격자 공간의 위그너-자이츠 세포에 대응하는 개념이다.
브릴루앙 영역은 일반적으로 다면체이다. 브릴루앵 영역의 각 면은 역격자 벡터 하나를 이등분하는데, 이런 면을 브래그 평면이라고 한다.

## 역사
프랑스의 물리학자 레옹 브릴루앙이 1930년에 도입하였다.

## 참고 문헌
- Kittel, Charles (1996). 《Introduction to Solid State Physics》. New York: Wiley. ISBN 0-471-14286-7.
- Ashcroft, Neil W.; N. David Mermin (1976). 《Solid State Physics》 (영어). Holt, Rinehart and Winston. ISBN 0-03-083993-9.